# Оравка
Оравка — деревня в Чановском районе Новосибирской области. Входит в состав Щегловского сельсовета. Находится в 25 километрах от районного центра Чаны.

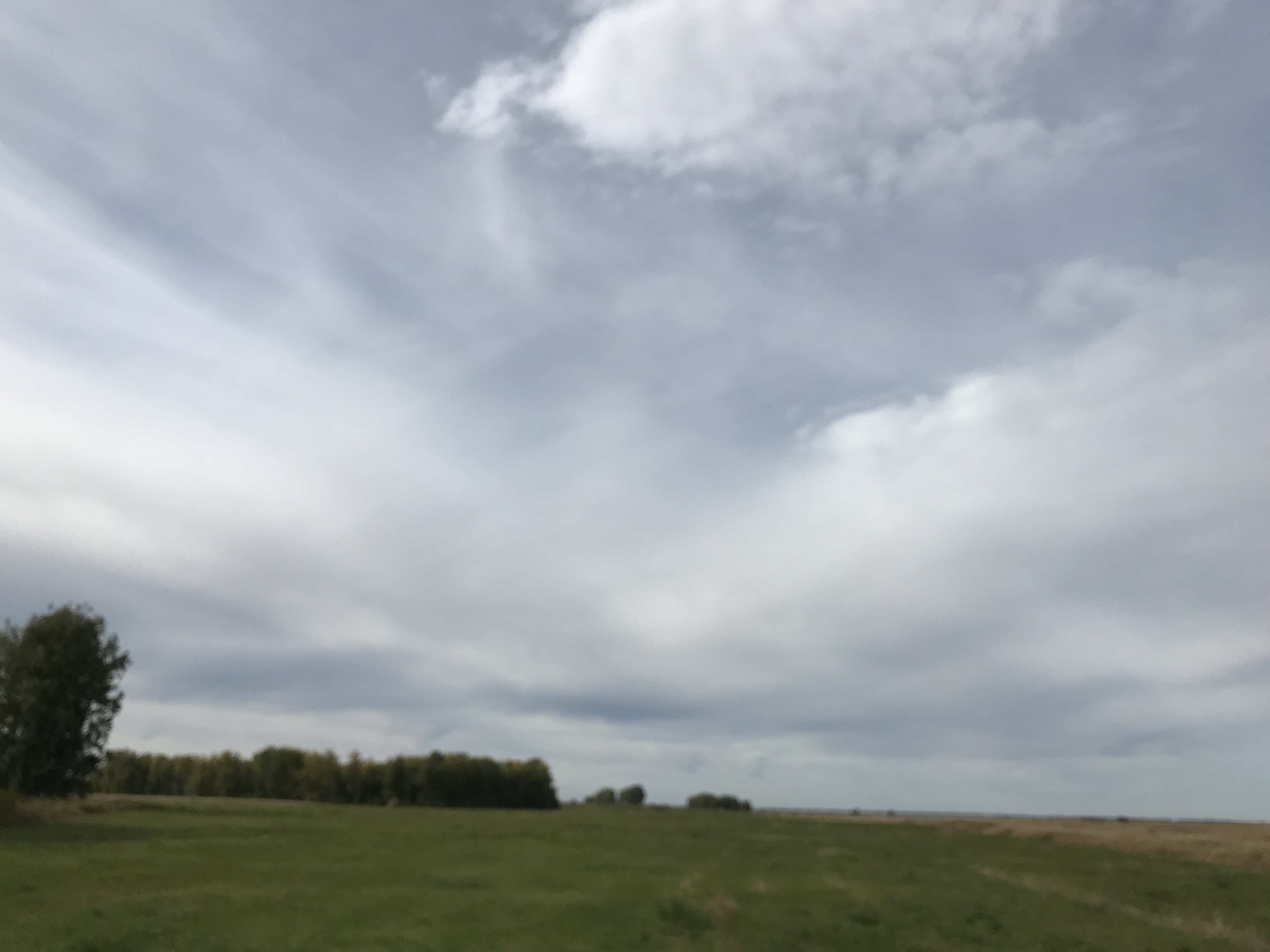
д. Оравка. Вид на окрестности со стороны кладбища (направление д. Добринки)

## История
В 1894г. небольшая группа выходцев из Эстонии (около 25 семей), добравшись до железнодорожной станции Чаны на товарном поезде, выбрала себе место для поселения на берегу озера, окружённого лесами (на данный момент озеро пересохло).
Селение получило название Оравакюля (по названию местечка в Эстонии, откуда были родом первые поселенцы), а на русский лад «Оравка». В свою очередь, «Оравь» с эстонского означает «белка» .
По своему социальному статусу поселенцы являлись безземельными крестьянами, что и стало причиной переезда в Сибирь, где имелась возможность освоения земли и ведения хозяйства.
В 1910-х гг. в Оравке были построены школа-молельня и лютеранская часовня.
После Октябрьской революции 1917г. и прихода к власти большевиков жизнь в Оравке, как и на всей территории бывшей Российской империи, претерпела значительные изменения. 
В 1924-1925 гг. в деревне появилась первая изба-читальня. По четвертому и пятилетнему плану избу-читальню переоборудовали в сельский клуб.
В 1927 г. в Оравку приехал молодой учитель - Самуэль Парила (эстонец по происхождению). В пустовавшем здании часовни Самуэль стал собирать детей и взрослых, чтобы обучать их грамоте. Занятия проводились на эстонском языке, организованы были только начальные классы. Кроме того, С. Парилой был создан школьный оркестр из 9 человек, игравших на гуслях, скрипках, гитарах, балалайках и магдалине .  В 1939 г. в деревне построили новую школу и дом для учителей. С 1944г. было начато обучение на русском языке.
В кон. 20-х - нач. 30-х гг. XXв. в связи с процессом коллективизации была организована артель им. Сяде, позже преобразованная в колхоз. Организация артели происходила наряду с раскулачиванием жителей деревни. 
К 1930г. появилась одна большая улица и 2 переулка, на которых находилось 70 домов (из них 6 были государственными учреждениями).
В 1938г. в разгар политического террора в Оравке было репрессировано 54 человека.
В годы Великой Отечественной войны 20 жителей деревни ушли на фронт, 8 из них погибли или пропали без вести.
В 1984г. на базе Оравской фермы Щегловского совхоза был организован совхоз «Оравский», являвшийся одним из передовых в Чановском районе. Работники совхоза демонстрировали высокие показатели производства, и многие из них были удостоены государственных наград (скотник молодняка Репп А.Р. - медаль «За трудовую доблесть», телятница Лейман В.П. - Орден Трудовой славы 3 степени, и др.)
До образования совхоза «Оравский» в деревне действовала передвижная библиотека. Для читателей Оравки привозили книги из села Щеглово и деревни Узунгуль. В 1989г., когда открылась новая средняя школа, библиотеку перевели в здание бывшей начальной школы.
К 2007 году, несмотря на многочисленные реорганизации, сельскохозяйственное предприятие в Оравке полностью лишилось скота, техники, прекратились полеводческие работы .

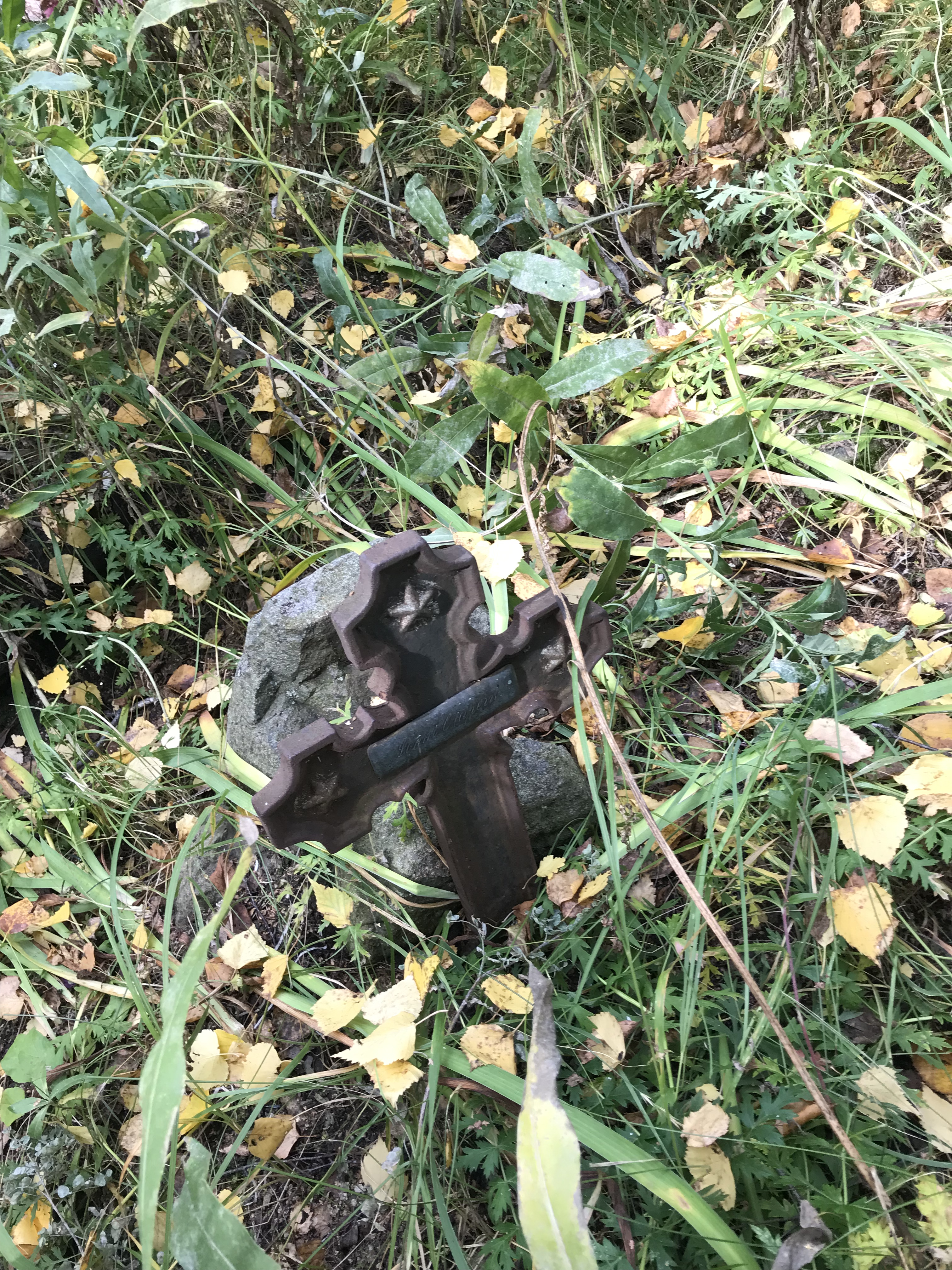
Кладбище д. Оравки. Крест на могиле одного из первых жителей д. Оравки

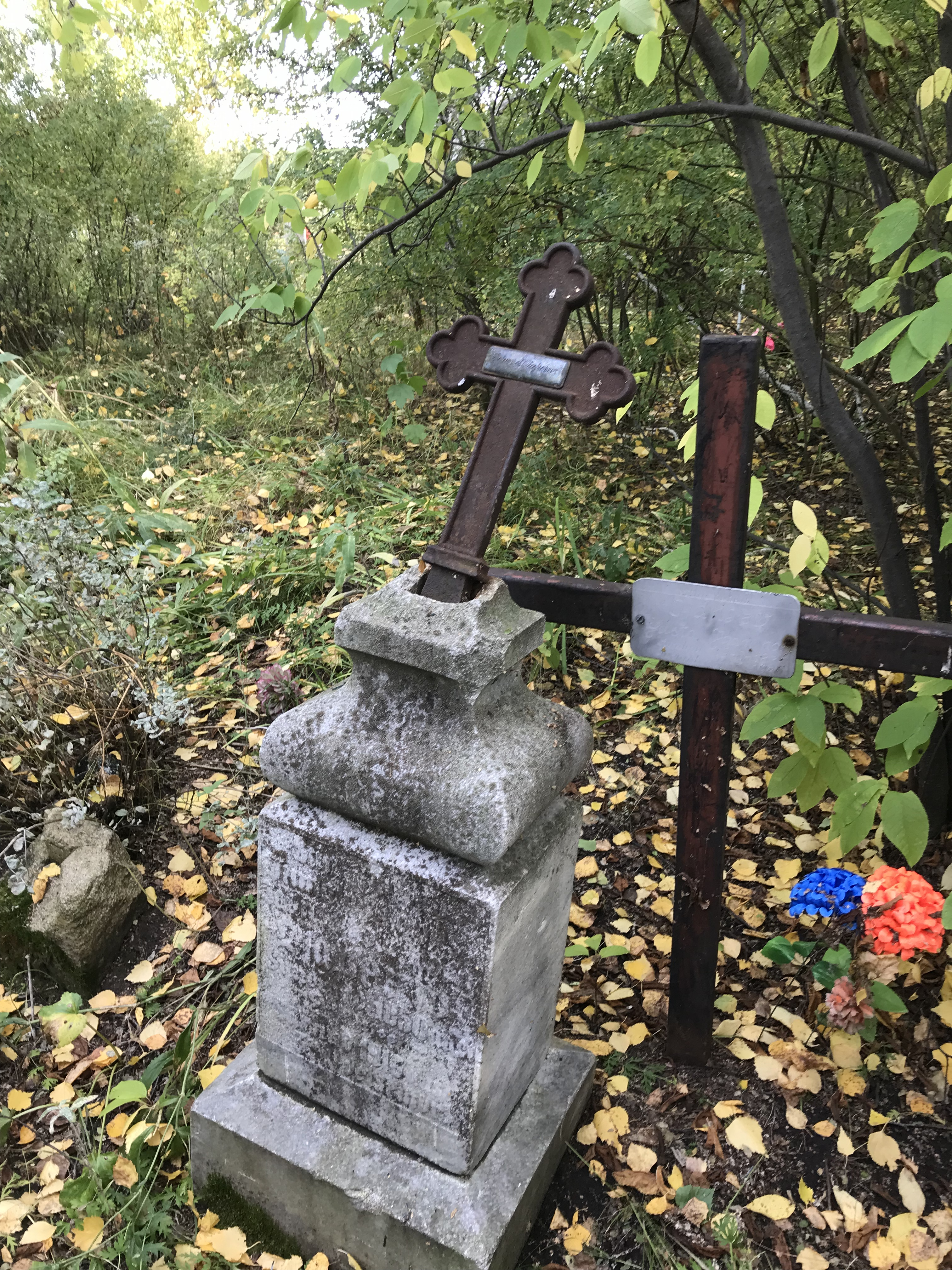
Кладбище д. Оравки. Надгробие на могиле одного из первых жителей д. Оравки (фамилия на памятнике - Ояпервь (эст. Ojaperv))

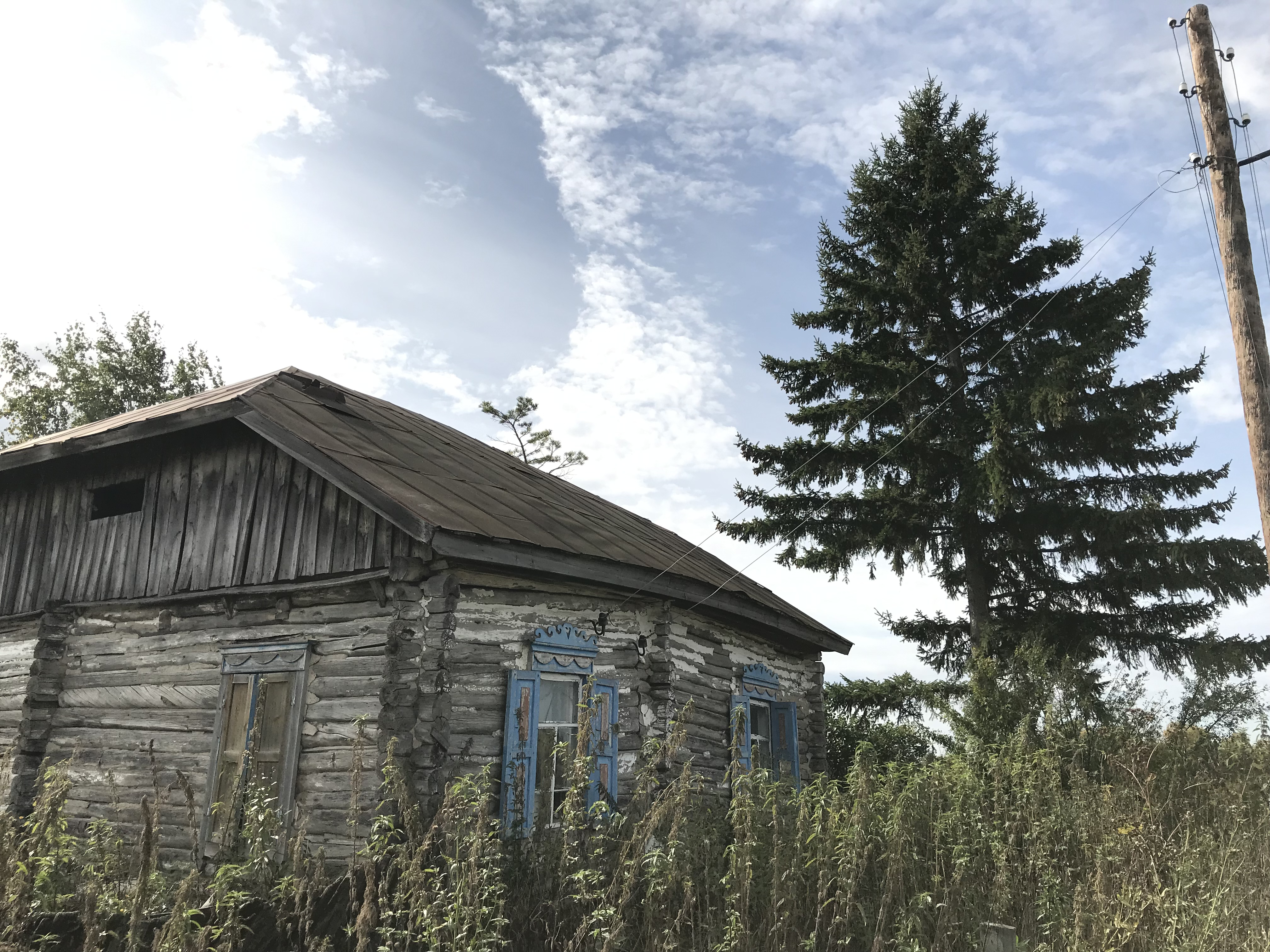
д. Оравка. Дом семьи Ояберь (эст. Ojaperv). Вид с центральной улицы.

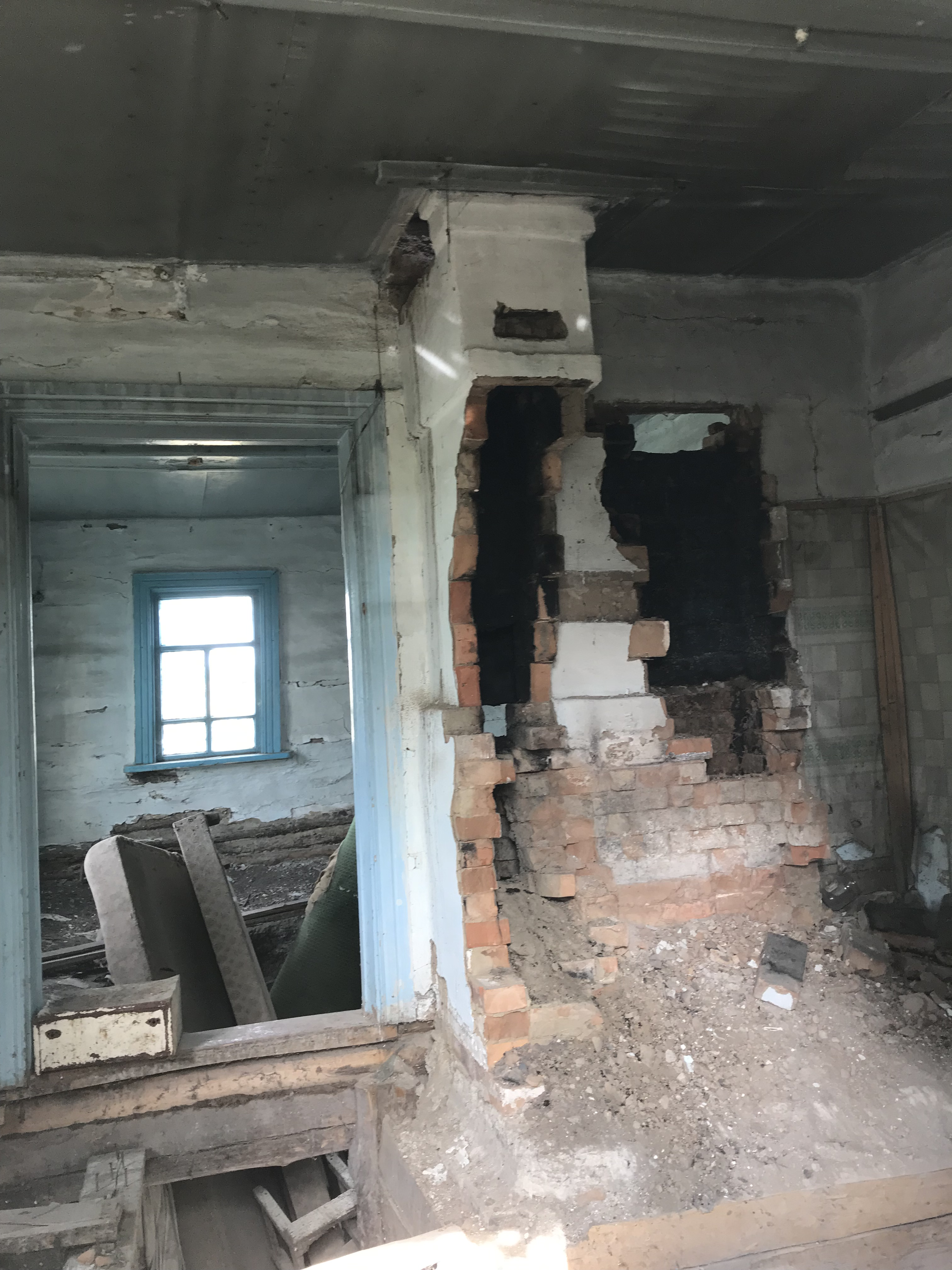
д. Оравка. Дом семьи Ояберь (эст. Ojaperv). Интерьер. Разграблен в 2010-х гг.

## География
Площадь деревни — 133 гектаров.
Климат - умеренно-континентальный.
Расположена в лесостепной зоне.

## Население
| 2002 | 2007 | 2010 |
| ---- | ---- | ---- |
| 292  | ↗304 | ↘225 |

Этнический состав населения включает русских, эстонцев, татар, казахов, украинцев, немцев и др.
Примерно до начала 60-х гг. XX века большинство населения Оравки составляли эстонцы.

## Инфраструктура
В деревне по данным на 2007 год функционируют 1 учреждение здравоохранения и 1 учреждение образования.